# Camilla mathisi
Camilla mathisi är en tvåvingeart som beskrevs av Papp 1985. Camilla mathisi ingår i släktet Camilla och familjen gnagarflugor.
Artens utbredningsområde är Israel. Inga underarter finns listade i Catalogue of Life.